# Kanji, Bhalki
Kanji là một làng thuộc tehsil Bhalki, huyện Bidar, bang Karnataka, Ấn Độ.